# Anandavardhana
Anandavardhana, född omkring 820, död omkring 890, var en indisk (kashmirisk) filosof och poet.
Anandavardhana nådde berömmelse främst genom sitt kommentarverk Dhvanyaloka, som är en grundläggande skrift för den indiska poetiken. Han var den som gjorde att teorin om dhvani, det "outsagda" i en dikt, slog igenom i den indiska poesin.